# Wadi (Maharashtra)
Wadi è una suddivisione dell'India, classificata come census town, di 40.147 abitanti, situata nel distretto di Nagpur, nello stato federato del Maharashtra. In base al numero di abitanti la città rientra nella classe III (da 20.000 a 49.999 persone).

## Geografia fisica
La città è situata a 21° 09' 19 N e 79° 00' 39 E.

## Società

### Evoluzione demografica
Al censimento del 2001 la popolazione di Wadi assommava a 40.147 persone, delle quali 21.426 maschi e 18.721 femmine. I bambini di età inferiore o uguale ai sei anni assommavano a 5.630, dei quali 2.876 maschi e 2.754 femmine. Infine, coloro che erano in grado di saper almeno leggere e scrivere erano 31.507, dei quali 17.651 maschi e 13.856 femmine.